# 爨翫
爨翫（?—?），隋朝西爨豪酋。父為南寧州刺史爨瓒，在其父死後與爨震分统其部眾。隋朝以其地為恭州（今云南昭通）、協州（今云南彝良）、昆州（今云南昆明），爨翫為昆州刺史。不久叛隋，597年，隋朝以史萬歲率軍擊敗。旋叛，再被隋军击败，惧而入朝，後為隋文帝所殺。諸子為官奴。子爨宏达。